# Bal-Sagoth
Bal-Sagoth este o formație de black metal din South Yorkshire, Anglia fondată în anul 1989.